# Peter Seier Christensen
Peter Seier Christensen, né le 30 décembre 1967 à Viborg (Danemark), est un homme politique danois, membre-fondateur de La Nouvelle Droite de 2015 à 2024. Il est député au Folketing depuis 2019.

## Biographie
Peter Seier Christensen suit une formation en ingénierie à l'université technique du Danemark, dont il est diplômé en 1992, avant d'y obtenir un doctorat en 1994. Il devient alors ingénieur pour Haldor Topsoe.
Il est d'abord membre du Parti populaire conservateur, qu'il quitte en septembre 2015 pour fonder avec Pernille Vermund, une autre membre du parti, Nous Conservateurs, un nouveau mouvement national-conservateur. Le parti prend le mois suivant le nom de La Nouvelle Droite, et il en devient le vice-président. Le mouvement obtient en septembre 2016 le nombre de signatures recquis pour se présenter aux élections législatives.
Il est élu député au Folketing lors des élections législatives de juin 2019, lors desquelles le parti remporte quatre sièges. En août 2020, il prend la présidence du groupe parlementaire du parti.
Il remporte un second mandat lors des élections législatives de novembre 2022, lors desquelles La Nouvelle Droite remporte six sièges. Il conserve alors la présidence du groupe parlementaire.
En janvier 2023, après que Pernille Vermund ait annoncé son départ de la présidence de La Nouvelle Droite, il annonce en quitter la vice-présidence.
Le 4 avril, il cesse ses activités parlementaires pour causes de stress, puis pour suivre un traitement contre un lymphome,. Bien qu'il ne siège plus activement, il choisit ne se pas se mettre en congé du Folketing, empêchant donc à sa première suppléante (qui avait quitté le parti depuis les élections législatives) de siéger comme députée temporaire en attendant son retour.
En janvier 2024, il quitte La Nouvelle Droite quand Pernille Vermund annonce solliciter la dissolution du mouvement face au trop grand nombre de partis de droite. Il devient alors un député indépendant, bien qu'il n'ait toujours pas repris ses activités parlementaires.
En 2025, son absence du Parlement atteint deux ans, période durant laquelle il a perçu l'intégralité de sa rémunération, tandis que son siège est resté vacant faute de congé officiel. La situation est très inhabituelle et critiquée par sa suppléante et suscitant des appels à durcir des règles jugées trop laxistes.